# Anarquismo en Bolivia

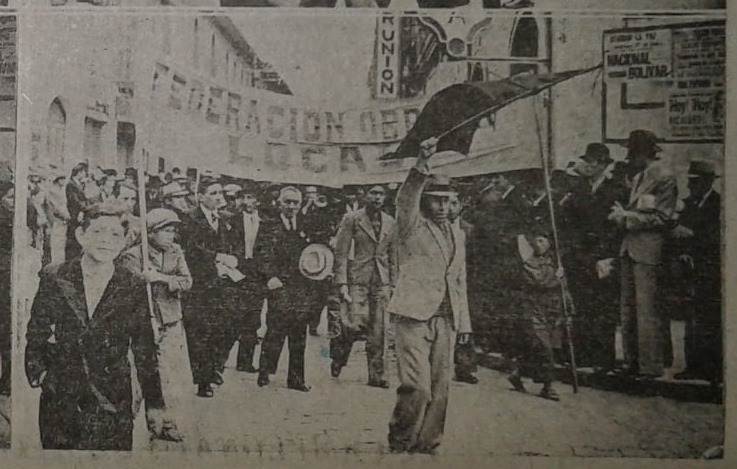
Manifestación de la Federación Obrera Local (FOL) en La Paz, 1 de mayo de 1941.

El anarquismo en Bolivia tiene una rica tradición histórica vinculada al anarcosindicalismo y los movimientos sociales y campesinos. Su momento de auge fue entre 1910 y 1930.
Aunque menos prominente en comparación con otras corrientes políticas en América Latina, ha desempeñado un papel significativo en el tejido social y político del país. Sus raíces se remontan a finales del siglo XIX y principios del siglo XX, cuando la influencia del pensamiento anarquista europeo y latinoamericano comenzó a hacerse sentir en Bolivia. Este movimiento se vio influenciado por la llegada de ideas anarquistas desde el exterior y por la presencia de militantes locales comprometidos con la promoción de la teoría anarquista en el contexto boliviano.
La participación de anarquistas en sindicatos y organizaciones de trabajadores reflejó el compromiso del anarquismo con la lucha por la justicia social y los derechos laborales. Los anarquistas desempeñaron un papel activo en la organización de huelgas y en la defensa de los derechos de los trabajadores y campesinos, contribuyendo a las luchas sociales de la época. A pesar de la represión tanto de liberales como de marxistas autoritarios, sus ideas permanecen en intelectuales y referentes culturales del país. En la actualidad los anarquistas están dispersos en medio de escenas culturales, ecologistas, intelectuales y musicales.

## Historia
Las primeras noticias sobre el anarquismo en Bolivia se refieren a la Unión Obrera Primero de Mayo en 1906 en la ciudad de Tupiza. La Unión editaba el periódico La Aurora Social. También aparecieron otros medios gráficos libertarios: Verbo Rojo (Potosí), El Proletario (Cochabamba) y La Federación (Santa Cruz de la Sierra). En 1908 varios sindicatos se reunieron para conformar la Federación Obrera Local (FOL), y en 1912 la Federación Obrera Internacional (FOI), que adoptó la clásica bandera rojinegra anarcosindicalista. En La Paz, la FOL editaba el periódico Luz y Verdad, mientras que la FOI hacía lo mismo con Defensa Obrera, que inició una campaña por la consecución de la jornada laboral de 8 horas. En 1918 la FOI pasó a llamarse Federación Obrera del Trabajo (FOT), pero dando un giro ideológico hacia el marxismo.
En la década de 1920 la presencia anarquista en el movimiento obrero tuvo su punto más alto, participando de las luchas de los mineros. Iniciaron una serie de huelgas, llegando en algunos casos –como en Huanoni en 1919- a conseguir la reivindicación de las 8 horas. La FOL una organización de estilo anarcosindicalista, afiliada a la Asociación Continental Americana de Trabajadores (ACAT), que editaba el periódico La Humanidad. En la ciudad de La Paz funcionaban el Centro Cultural Obrero, el Centro Obrero Libertario, el Grupo Libertario «Rendición» y el grupo anarquista La Antorcha (1923) de Luis Cusicanqui, Jacinto Centellas y Domitila Pareja. También había otros grupos importantes para 1926 como eran Sembrando Ideas y Brazo y Cerebro en La Paz, el Centro Obrero Internacional en Oruro, la Escuela Ferrer i Guardia en Sucre, donde se editaba el periódico Tierra y Libertad (periódico).

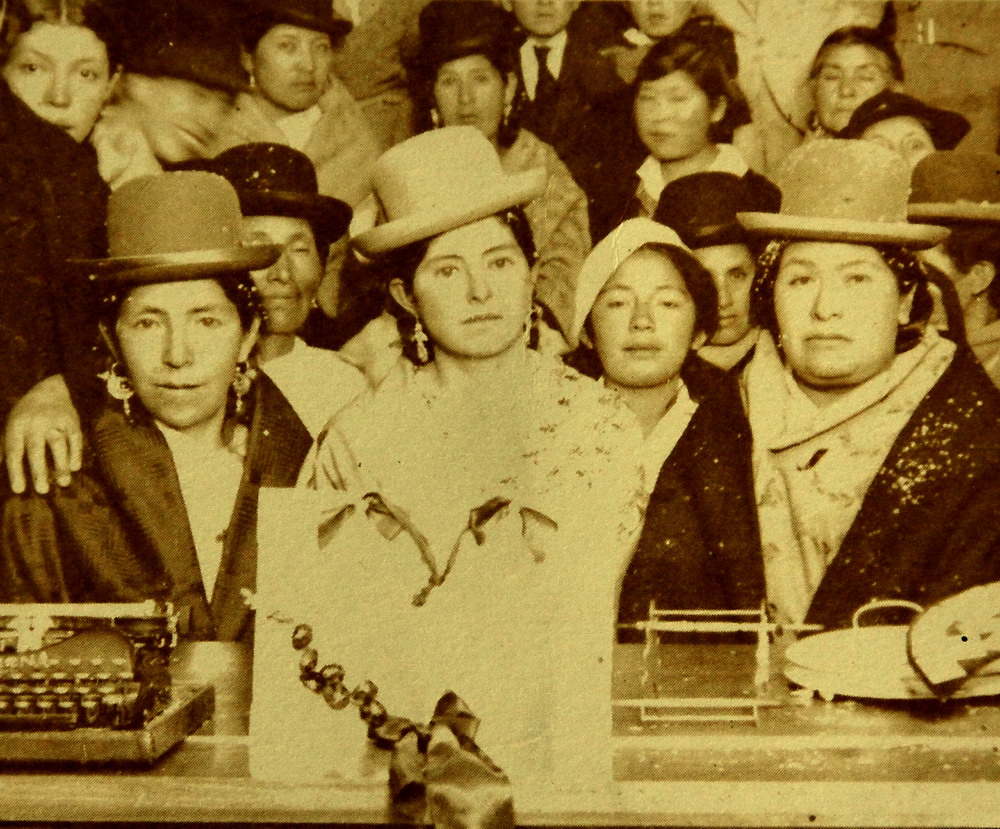
Petronila Infantes

En 1927 se creó el Sindicato Femenino de Oficios Varios, que contaba con algunas activistas como las paceñas Catalina Mendoza, Petronila Infantes y Susana Rada. La unión de varios gremios femeninos dio lugar a la Federación Obrera Femenina en 1927. Durante el Tercer Congreso Nacional de Trabajadores de 1926, los comunistas propusieron afiliar las organizaciones obreras a la Tercera Internacional, pero la moción fue rechazada por los anarcosindicalistas, lo que da una idea de la fuerza del movimiento. También la FOL tuvo presencia entre el campesinado, surgiendo la Federación Agraria Departamental (FAD), objeto de una intensa represión gubernamental que la haría desaparecer.  Pero en esos años los anarcosindicalistas solo controlaban la FOL de La Paz y la FOT de Oruro.
El anarcosindicalismo boliviano había experimentado desde sus comienzos una marcada presencia de anarquistas extranjeros. Entre ellos se destacaron el argentino Fournarakis, el chileno Armando Treviño, los peruanos Francisco Gamarra y Paulino Aguilar, los españoles Nicolás Mantilla y Antonio García Barón, este último a partir de la década de 1950.
En 1930 se fundó la Confederación Obrera Regional Boliviana, alentada por la FORA argentina, pero duró apenas dos años; editaban su órgano oficial, La Protesta. En la década de 1930 surgió el grupo Ideario (Tupiza), y se editaban los periódicos FOL y La Voz del Campo. Pero de todos modos el movimiento estaba en una fase de decadencia, y los sindicatos de tendencia anarquista tuvieron que integrarse a la oficialista Central Obrera Boliviana (COB) para subsistir. Así, algunos militantes anarquistas continuaron intentando influir desde el seno de la COB, cuyo miembro más destacado fue el artista y sindicalista, Líber Forti. En 1946 se conformó el Núcleo de Capacitación Sindical Libertario, además de organizarse varios sindicatos campesinos.
Hacia finales del siglo XX, grupos como Kombate-A de la ciudad de El Alto, destacaron por su inclusión del punk y música de protesta frente a las transnacionales como MacDonalds y el neoliberalismo de entonces. Esto se debió principalmente a la novedad que representó el Punk en los años 80 dentro de la escena musical de la época donde destacaron bandas como: Revolución Deskrria2 y Ratas Suburbiales.

### Anarquismo boliviano en elsigloXXI
Aunque existen muchos datos anecdóticos poco investigados entre los varios episodios que desarrollaron anarquistas y libertarios en Bolivia estuvo el curioso caso de un canal de televisión horizontal próximo al anarquismo. Un colectivo anarquista y contracultural llamado "Contra Informa" y dirigido por Gabriel Ramos realizó talleres de música y muralismo en Tilata y, entre 2004 y 2006, experimentó con emisoras piratas en El Alto-Kenko. Posteriormente, crearon un canal comunitario, canal 12, llamado Apala Iyambae, que transmitió hasta un kilómetro a través de una antena artesanal. El canal emitió contenido autoproducido, denuncias vecinales, música rap de resistencia con bandas como RapSistencia y conciertos underground, en promoción de emprendimientos locales y movimientos como el veganismo. Funcionó de manera autogestionada y con una estructura cooperativa, buscando una comunicación democrática y horizontal, accesible para la comunidad, entre los años 2008 y 2013.
En el siglo XXI, el grupo anarcofeminista Mujeres Creando (La Paz) edita el periódico Mujer Pública y llevan adelante actividades propagandísticas y sociales públicas de gran repercusión desde su casa "La Virgen de los Deseos", así como desde su radio emisora "Radio Deseo", la cual ha albergado otros emprendimientos libertarios, como el programa de radio atea del grupo 'Ateos y Ateas de Bolivia' fundado en 2012 que emitió el programa «Sin dios, Ni diablo» el programa fue el primer programa de ateísmo explícito en la radio y de la que fueron partícipes: Iván F. Mérida Aguilar (diplomático y cofundador de OARS), Rodolfo Santibáñez (catedrático de filosofía griega), Óscar Oviedo Morales (psicólogo), José Gutiérrez (ingeniero), Pedro C. Parodi (antropólogo y profesor de jazz), Steve Conde Ordóñez (psicólogo) y Rolando Narvaes (artista visual).
Otros grupos y colectivos editan fanzines y periódicos: Enemigo Público (El Alto), Contraataque (El Alto), Insumisión y Oveja Negra (Tarija).  Es destacable el punk de la Ciudad de El Alto, movimiento en el que se gesto protesta y acciones de concientización pública. Entre otros colectivos se encuentran Anarquía Cochabamba, Quilombo Libertario e Infrarrojo en Santa Cruz y el Colectivo Libertario Gritos en Tarija y el desaparecido periódico 'Combate' que fue editado por el filósofo y anarquista boliviano Juan A. Perelman Fajardo quien se autoexilió debido a la presión y hostigamiento gubernamental. Además en el sur de Bolivia en la Región del Chaco Tarijeño desde el año 2005 existe un movimiento estudiantil Autonomía Frente Universitario abiertamente declarado como Anarquista; desde 2014 tiene la dirección del Centro de Estudiantes de Administración y Gestión Pública de la Universidad Autónoma Juan Misael Saracho - Facultad de Ciencias Integradas del Gran Chaco.

#### O.A.R.S.

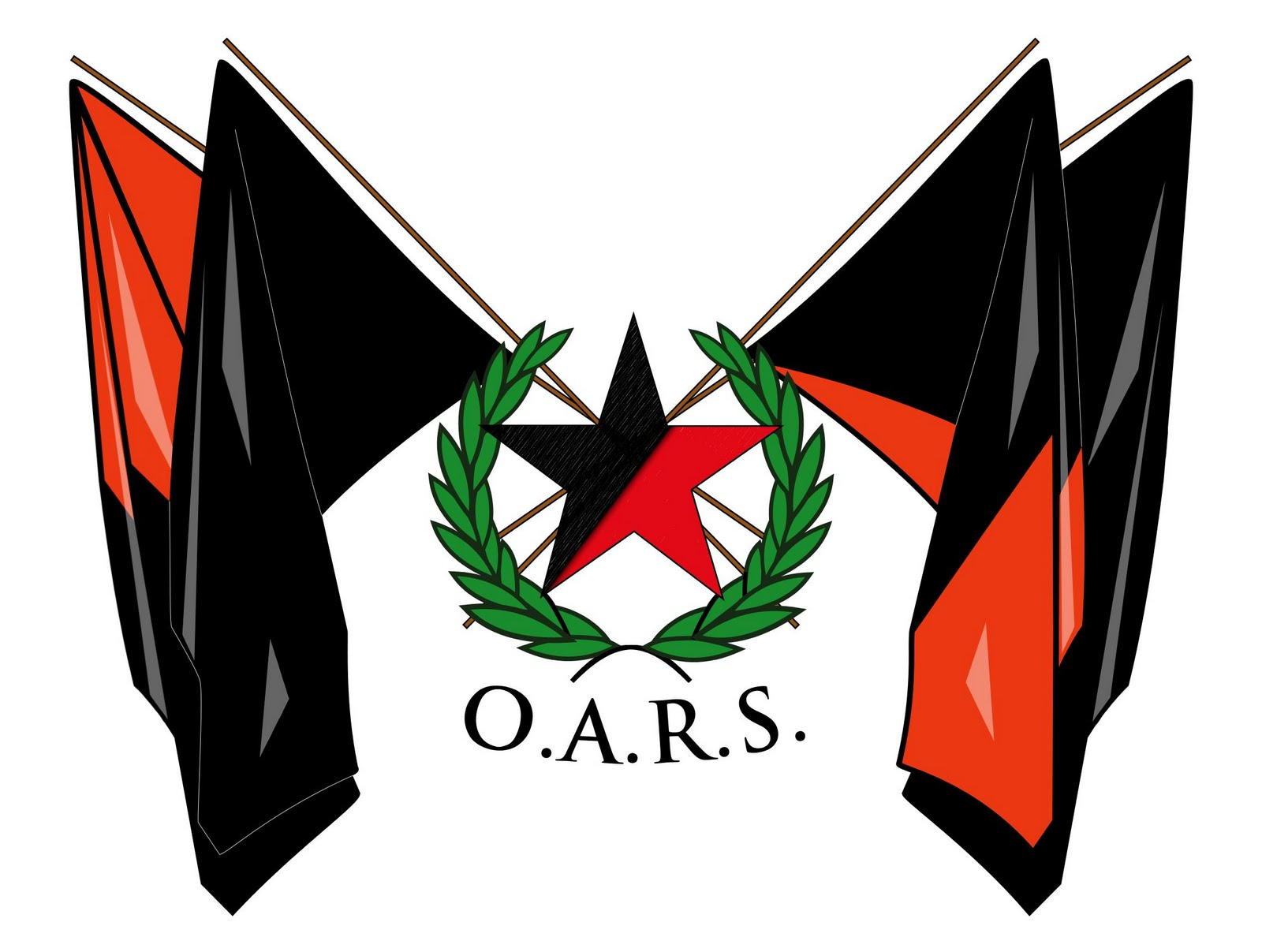
Escudo de la Organización Anarquista por la Revolución Social (OARS).

No obstante, el grupo más importante de inicios del siglo XXI hasta el presente fue la agrupación OARS o la Organización Anarquista por la Revolución Social, organización libertaria anarco comunista, fundada el 28 de septiembre de 2008 en la ciudad de La Paz, albergando entre sus miembros a: Renato Vincenti (straight edge), Victor Hugo Gironda (ambientalista), Jeffer Vincenti, Mauricio Duran (sociólogo), Valerio Valeriano (comunicador), Gabriela Deheza (feminista antiacoso), Adriana Rojas (ingeniera ambiental), Iván Fernando Mérida Aguilar (neorealista y cofundador de las Sociedad de Ateos y Ateas de Bolivia) entre otros. OARS como organización libertaria, llegó a tener contacto como con grupos importantes como: Anarkismo, ALF, Food Not Bombs, FEL, FAG, FAU, FARJ, CNT entre otros grupos de tendencia anarquista y libertaria.
Desde el inicio, la agrupación fue completamente crítica con el gobierno socialista del MAS exponiéndolo en espacios internacionales. OARS fue el primer grupo organizado en llamar a la marcha del Primero de Mayo bajo la bandera negra en 2009, así como también el único grupo libertario explícitamente interesado en la historicidad de los anarquistas y su actuación en el 1.º de Mayo.
OARS también tuvo una etapa de formación, llevada adelante por el filósofo anarquista Juan A. Perelman Fajardo, quien publicó en la primera década del s.XXI, el periódico anarquista «Combate». De hecho, Perelman puede ser considerado como el mentor más importante de los jóvenes libertarios de entonces.
Debido a las acciones de persecución por parte del gobierno del MAS y sus ministros, OARS fue errónea e injustamente acusada de estar vinculada con grupos ultra radicales e insurreccionalistas. Después de los sucesos de las protestas en defensa de l TIIPNIS, OARS y varios miembros fueron acusados de apoyo al ecologismo radical. Tanto Renato Vicenti y Victor Hugo Gironda fueron acusados de terrorismo por porte de arma, atentados y material a favor de la violencia ecologista. Otros implicados fueron: «Nina» Marcia Mansilla hija del ex-embajador del gobierno del MAS, Jorge Mansilla Torres Archivado el 30 de diciembre de 2019 en Wayback Machine. (Coco Manto) y Henry Zegarrundo, cabe aclarar que los últimos dos no eran miembros de OARS, pero sí, miembros de grupos insurreccionalistas no relacionados al movimiento libertario.
Los inicios de OARS, se remontan a un colectivo de jóvenes punks (la Comunidad Anarko Punk, la cual albergó grupos musicales como Not Nation, Akers, Black Cross, Autodefensa, Kontaminación Akustica, Smock y RxAxSx) los cuales abrazaron los ideales anarquistas y otras posiciones como el straight edge, el veganismo y la lucha de clases después de la 'Guerra del Gas' en 2003. De aquel grupo de jóvenes punks se funda OARS bajo una posición anarcocomunista, ecologista y plataformista. Alrededor de OARS otros grupos como el Colectivo Juvenil Anarco Comunista (CJAC) también fueron inspiración para posteriores proyectos más reducidos, pero de contenido libertario como: Lumpenproletariat y Ni Olvido Ni Perdón.
OARS en un principio desarrollo actividades culturales, propagandísticas, muralismo, concientización y se involucró fuertemente en el movimiento ecologista paceño, lo que sería usado el 29 de mayo de 2012 como vinculación por parte del entonces ministro de gobierno Carlos Romero Bonifaz al 'caso bombas de cajeros y el CASR FAI-FRI' que a su vez, fueron usados de pretexto para desmantelar el movimiento libertario y el movimiento ecologista boliviano -el cual había apoyado la lucha por el TIPNIS -, al realizar allanamientos y arrestos, los mismos que no terminaron en fase condenatoria por falta de pruebas, finalizando OARS por afirmar su lucha un año después de los actos represivos gubernamentales. Es también notable que, OARS haya impulsado la creación de la revista libertaria «Voluntad» en tres números, los que recogieron artículos de miembros de sus filas.
No obstante, cabe notar que existió una fuerte controversia, por actos de traición al interior del movimiento libertario, traición debida principalmente a las corrientes más «duras y radicales» vinculadas con círculos chilenos insurreccionalistas los cuales impulsaron un discurso de odio extremo, nihilismo y vacío de propuestas frente a la maquinaria estatal.
Aunque los miembros originales de OARS se disgregaron y siguieron caminos artísticos, profesionales e intelectuales, OARS queda como uno de los intentos más serios dentro del anarquismo boliviano, de establecer un proyecto intelectual, antiautoritario, horizontal y plenamente libertario.
OARS suspendió actividades de toda índole el 7 de septiembre de 2018 en vísperas de la fecha de su fundación para su décimo aniversario.

### Años recientes
Más recientemente entre el 20 y el 24 de julio de 2015 se realizó el VIII Congreso de la Asociación de Estudios Bolivianos AEB en la ciudad de Sucre la primera mesa sobre el anarquismo, de la que fueron participantes: Virginia Ayllón, La Paz; Carlos Crespo, UMSS, Cochabamba; Silvia Rivera Cusicanqui, Colectivo Ch’ixi; Marcelo Maldonado Rocha, UMSS, Cochabamba; Nayra Corzón, Universidad de Pittsburgh, Estados Unidos; Nina Cortés, UMSA, La Paz, Bolivia; Juan A. Perelman Fajardo, La Paz; Jordi A. López Lillo E., (CIFFyH-UNC, Argentina; Alfredo López Calderón, UMSA, La Paz). El evento terminó en un libro bajo el título: Anarquismo en Bolivia. Ayer y hoy, Carlos Crespo como compilador.
A finales del año 2015 tras la crisis de la UMSS (Universidad Mayor de San Simón) se creó en la ciudad de Cochabamba el grupo de Estudiantes Libertarixs, y que luego de varias actividades y gracias a la articulación de sus miembros con otros anarquistas, lograron una relativa coordinación a nivel nacional. Para 2018 otros colectivos como la Libertaria (La Paz), Libertarios Santa Cruz  (Santa Cruz) y Estudiantes Libertarixs (Cochabamba) decidieron articularse, creando la Coordinadora Liberaría Boliviana, la cual se estableció bajo principios de horizontalidad, federalismo, y autonomía local, su finalidad fue generar difusión de la ideología libertaria, la difusión de información local e internacional, y sobre todo el apoyo a otras organizaciones a nivel nacional para el encuentro entre anarquistas. De todas estas organizaciones sólo queda activa hasta el día de hoy Libertarixs Santa Cruz y la coordinadora sólo se mantiene en la difusión de información, articulando actividades con los miembros de Libertarixs Santa Cruz y otros nuevos colectivos.
También se tiene información de que habría un movimiento de influencia anarquista a través del frente «Autonomía» de la Federación Estudiantil Boliviana Anarquista en la provincia de Yacuiba en el departamento de Tarija.
Un proyecto de relevancia libertaria es la recuperación de la memoria y legado del sindicalista Liber Forti a través de «Documental Web Libertario», dirigido por el docente Nelson Martínez, quien ha recuperado fotografías, entrevistas y filmaciones sobre los prístinos años de la lucha libertaria y el pensamiento sindicalista libertario boliviano, entre los cercanos intelectuales a Forti figuran destacadas personalidades como: Filemon Escobar, Lupe Cajias, Alfonso Gumucio Dagron, entre otros famosos escritores bolivianos.
Cabe destacar que existen algunos puntos libertarios donde encontrar ideas anarquistas como, el «Colectivx Chixi» de Silvia Rivera en Sopocachi, la «Virgen de los Deseos» de Mujeres Creando también en la zona de Sopocachi, la biblioteca «Flecha Negra» en Villa Fátima, o la biblioteca de la «Fundación Flavio Machicado Vizcarra» también en Sopocachi, personaje paceño ilustre, quien habría de codearse con muchos anarquistas latinoamericanos en la primera mitad del siglo XX.
En la actualidad el movimiento juvenil anarquista se encuentra disperso en el aspecto cultural, en un proceso de revisionismo de sus errores políticos como la no inserción en movimientos sociales de mayor envergadura, sin embargo ante la caída reciente de Evo Morales del Gobierno, se estima que los planteamientos hacia la izquierda tradicional sean más fuertes y posibiliten un anarquismo lejos de las banderas del pasado como piensa Carlos Crespo. Musicalmente destacan bandas como: Cultura Anónima (Ska), Ni Olvido Ni Perdón (Punk) e Indignación (Antiespecismo), las cuales son parte de un movimiento juvenil más próximo al Ska, el Skin y movimientos antifascistas en general.